# 레니 (영화)
《레니》(Lenny)는 미국에서 제작된 밥 포시 감독의 1974년 드라마 영화이다. 더스틴 호프만 등이 주연으로 출연하였고 마빈 워스 등이 제작에 참여하였다.

## 출연

### 주연
- 더스틴 호프만
- 발레리 페린

### 조연
- 잔 마이너
- 스탠리 벡
- 프랭키 맨
- 라쉘 노비코프
- 게리 모튼
- 가이 레니

## 기타
- 원작자: 줄리언 베리
- 미술: 조엘 쉴러
- 의상: 알버트 울스키

## DVD
레니는 2003년 4월 1일 MGM 홈 비디오에 의해 리전 1 와이드스크린 DVD로 출시되었으며 2015년 2월 10일 20세기 폭스 홈 엔터테인먼트와 MGM 라이선스를 받은 트와일라잇 타임에 의해 리전 1 와이드스크린 블루레이가 출시되었다.

## 같이 보기
- 조지 칼린